# Art Malik
Art Malik, właściwie Athar ul-Haque Malik (ur. 13 listopada 1952 w Bahawalpur, we wschodnim Pakistanie) − brytyjski aktor filmowy i telewizyjny pochodzenia pakistańskiego. 

## Wybrana filmografia

### Filmy
- 1979: Przygoda arabska (Arabian Adventure) jako Mamhoud
- 1984: Podróż do Indii (A Passage to India) jako Mahmoud Ali
- 1984: Klejnot w koronie (A Jewel in the Crown) jako Hari Kumar
- 1984: Dalekie pawilony (The Far Pavilions) jako Zarin
- 1986: Harem (Harem - The Loss Of Innocence) jako Tariq Pasha
- 1987: W obliczu śmierci (The Living Daylights) jako Szach Kamran
- 1992: Miasto radości (City of Joy) jako Ashoka
- 1993: Wiek zdrady (Age of Treason) jako Pertinaks
- 1994: Prawdziwe kłamstwa (True Lies) jako Salim Abu Aziz
- 1995: Chłopak na dworze króla Artura (A Kid in King Arthur's Court) jako Lord Belasco
- 1999: Kleopatra (Cleopatra, TV) jako Olympos
- 2001: Mesjasz: Pierwsze ofiary (Messiah Part I: The First Killings) jako Emerson
- 2010: Seks w wielkim mieście 2 (Sex and the City 2) jako szejk Khalid
- 2010: Wilkołak (The Wolfman) jako Singh
- 2012: John Carter jako generał Zodangan

### Seriale TV
- 1983: Bergerac jako Ravi
- 1984: Dalekie pawilony (The Far Pavilions) jako Zarin
- 1984: Klejnot w koronie (The Jewel in the Crown) jako Hari Kumar
- 2003-2005: Szpital Holby City (Holby City) jako pan Zubin Khan
- 2010: Ben-Hur jako szejk Ilderim
- 2010: Poirot jako Sir Bartholomew Strange
- 2011-2014: Prawdziwa historia rodu Borgiów (Borgia) jako Francesc Gaset
- 2013: Nowe triki (New Tricks) jako Jonathan Epstein
- 2017: Sherlock jako naczelnik więzienia
- 2014-2020: Homeland jako Bunny Latif
- 2018: Doktor Who (Doctor Who) jako Ilin
- 2019: Milczący świadek (Silent Witness) jako Arthur Pujari